# 博多幸博
博多 幸博（はかた ゆきひろ）は、コナミデジタルエンタテインメントの元ゲームクリエイター。パワプロプロダクションのパワポケチームのプログラマーで、作中のイベントなども担当していた。

## 人物
野球ゲーム、『パワプロクンポケットシリーズ』（パワポケシリーズ）でプログラムなどを担当し、作中のイベントなども担当していた
パワポケ7の石川梨子から「緑髪」（みどりがみ）の彼女候補の彼女イベントを担当していることで知られていた
電撃パワプロのムック内のインタビューでの「「パワポケ」は僕にとって、妄想を具現化する場所なんです。」のコメントからも解るように、自身の趣味や妄想が彼女イベントに反映されていた

## 主な作品
- パワプロクンポケットシリーズ